# Viva Pitágoras
Viva Pitágoras (Brasil) ou Interruptor de Pitágoras (em Portugal) (japonês: ピタゴラ スイッチ, Pitagora Suitchi) é um programa infantil japonês, produzido pela NHK. Incentiva as crianças a atiçarem o modo de pensar sobre as coisas. O programa é dirigido por Masahiko Sato (佐藤 雅彦) e Masumi Uchino (内野 真澄). Estreou na  NHK em 9 de abril de 2002.
Durante as sequências de abertura/encerramento, e entre cada segmento, existem dispositivos de armadilhas mostrando bandeiras com o nome do programa em japonês que são chamados de Dispositivos de Pitágoras (ピタゴラ 装置, Pitagora Soti?), conhecidos também como "Máquina de Rube Goldberg". O foco principal do programa é um teatro de marionetes, mas os assuntos se estendem a vários segmentos. Fenômenos do mundo, princípios, características, e similares são introduzidas de uma maneira divertida. Como uma característica do show "Pitagora Suitchi" é cantado com o objetivo de chamar a atenção sobre um ponto importante.
Dankichi Kuruma (車 だん吉), Jun Inoue (井上 顺), Tsuyoshi Kusanagi (草 彅刚), São alguns dos dubladores que realizam e abordam os assuntos.
No 30º Prêmio Internacional de Programa Educativo do Japão, em 2003, o episódio 25 "Vamos Olhar de um Outro Jeito" venceu o prêmio máximo, o Prêmio do Primeiro Ministro, pela categoria Educação Infantil.
No ano seguinte, em Prix Jeunesse realizado em Munique, o programa venceu o prêmio máximo na categoria Programa de Não-Ficção para Crianças Abaixo de 6 Anos.
Além do Japão, a NHK World Premium transmite sua versão compacta, o PythagoraSwitch Mini, com duração de 5 minutos. No Brasil, o programa recebeu dois títulos. Na TVE Brasil, o programa foi totalmente dublado nos estúdios da Herbert Richers e recebeu o título de Pitágoras. A versão exibida na TV Cultura foi dublada nos estúdios da Dublavídeo e recebeu o título de Viva Pitágoras.
Além disso, alguns vídeos do PythagoraSwitch também estão disponíveis no Google Video, YouTube e DailyMotion.
O programa marca por ter quadros próprios, como:
Ginástica da Máquina, Chave do Dia e outros.

## Personagens
- Pitá e Gorá - São dois pinguins crianças que vivem fazendo perguntas pro Sr. Enciclopédia, mas por não saberem ler sempre contam com o TV João para ajudá-los. Pitá é cinza e usa um gorro verde enquanto que Gorá é preto e usa um copinho amassado na cabeça.

- Sr. Enciclopédia - Um livro antropomórfico e bastante sábio que sempre tenta ensinar as coisas pra Pitá e Gorá, mas que por eles não saberem ler sempre chama o TV João para ajudá-lo a ensinar os dois pinguins.

- TV João - Uma espécie de mistura entre televisão e cachorro que sempre ajuda o Sr. Enciclopédia a ensinar as coisas pra Pitá e Gorá mostrando vídeos na sua face/tela. Na dublagem feita pela TV Brasil ele era chamado de TV Cão.

- Suu - Uma rata que vive trazendo entregas pro Sr. Enciclopédia em seu carrinho vermelho e raramente é vista fora do carro. Na dublagem feita pela TV Brasil ela era chamado de Edu.

## Intenção
A intenção do programa adorado por crianças japonesas, brasileiras (com a versão dublada na TV Cultura) e portuguesas (com a versão portuguesa na RTP2) é de ensinar divertindo, com brincadeiras, jogos, dinâmicas e diálogos educativo entre os participantes.

## Uma coisa leva a outra
Com essa intenção o programa cria, com objetos do uso no dia-a-dia, um tipo de ação e reação, como a bola que cai na colher e levanta o botão com o cabo que liga a luz. Isso passa em todos os intervalos do programa, levando várias crianças a imitar e repetir a frase "Viva Pitágoras!" (Que lá já virou sinônimo deste tipo de coisa).

## Pitágoras na TV Brasil
Em 2007, a antiga TVE Brasil (Agora Chamada de TV Brasil), exibiu a série (muito antes da TV Cultura de São Paulo) com dublagem feita nos estúdios da Herbert Richers, sob o título Pitágoras. Alguns quadros e personagens receberam nomes diferentes da dublagem paulista, como o quadro Ginástica da Máquina (que na dublagem carioca foi chamada de Hora do Exercício) e o TV João (nesse caso, TV Cão). Ao invés do trecho cantado Viva Pitágoras (ou PythagoraSwitch no original), optou-se na dublagem carioca dizer o título Pitágoras com a vinheta de encerramento do programa como fundo.
As traduções de "Algorhythm Exercise" e "Algorythm March" receberam nomes diferentes em ambas as versões. Na dublagem carioca, foram chamadas respectivamente de "Hora do Exercício" e "Hora da Marcha". A dublagem paulista foi a que mais teve uma boa aceitação, pois batizou esses segmentos como "Ginástica da Máquina" e "Marcha da Máquina".